# Праха (Лучењец)
Праха (слч. Praha) насељено је мјесто са административним статусом сеоске општине (слч. obec) у округу Лучењец, у Банскобистричком крају, Словачка Република.

## Становништво
| Година:    | 1994. | 2004.    | 2014.    | 2024.    |
| ---------- | ----- | -------- | -------- | -------- |
| Број људи: | 87    | 102      | 87       | 74       |
| Разлика:   |       | +17,24 % | -14,70 % | -14,94 % |

| Година:    | 2023. | 2024.   |
| ---------- | ----- | ------- |
| Број људи: | 73    | 74      |
| Разлика:   |       | +1,36 % |

Према подацима о броју становника из 2011. године насеље је имало 88 становника.